# Sarah Gilbert
Sarah Catherine Gilbert, née en avril 1962, est une vaccinologue britannique. Elle est professeure de vaccinologie à l'Université d'Oxford et cofondatrice de Vaccitech,,.
Sarah Gilbert est spécialiste des vaccins contre la grippe et des pathogènes viraux émergents. Elle a dirigé le développement et les tests du vaccin universel contre la grippe, qui a subi des essais cliniques en 2011. En avril 2020, elle affirme qu'avec plus de financement, elle pourrait livrer un vaccin Covid-19 d'ici septembre 2020.

## Jeunesse et éducation
Sarah Gilbert fréquente la Kettering High School, où elle réalise qu'elle aimerait travailler dans le domaine de la médecine. Elle obtient un baccalauréat des sciences en sciences biologiques à l'Université d'East Anglia, puis elle fait son doctorat à l'Université de Hull où elle étudie la génétique et la biochimie de la levure Rhodosporidium toruloides.

## Recherche et carrière
Après avoir obtenu son doctorat, Sarah Gilbert travaille comme chercheuse postdoctorale dans l'industrie à la Brewing Industry Research Foundation, puis au centre de biologie de Leicester. Elle rejoint finalement Delta Biotechnology, une société biopharmaceutique qui fabrique des médicaments à Nottingham. 
En 1994, elle retourne à l'université, se joignant au laboratoire d'Adrian V. S. Hill (en). Ses premières recherches s'intéressent aux interactions hôte-parasite dans le paludisme. Elle est nommée lectrice en vaccinologie à l'Université d'Oxford en 2004, puis professeure à l'Institut Jenner en 2010. Avec le soutien du Wellcome Trust, elle lance une recherche sur la conception et la création de nouveaux vaccins contre la grippe. Son travail se penche le développement et les tests précliniques de vaccinations virales, qui incorporent une protéine pathogène à l'intérieur d'un virus sûr.  Ces vaccinations virales induisent une réponse des lymphocytes T, qui peut être utilisée contre les maladies virales, le paludisme et le cancer.

### Vaccin contre la grippe
Sarah Gilbert participe au développement et aux tests du vaccin universel contre la grippe. Contrairement aux vaccinations conventionnelles, le vaccin universel contre la grippe ne stimule pas la production d'anticorps, mais déclenche la création de cellules T spécifiques de la grippe par le système immunitaire. Il utilise l'une des protéines de base (nucléoprotéine et protéine de matrice 1) à l'intérieur du virus de la grippe A, et non les protéines externes qui existent sur la couche extérieure. Comme le système immunitaire s'affaiblit avec l'âge, les vaccinations conventionnelles ne sont pas efficaces pour les personnes âgées. Le vaccin universel contre la grippe n'a pas besoin d'être reformaté chaque année et empêche les gens d'avoir besoin d'une vaccination saisonnière contre grippe. 
Ses premiers essais cliniques, effectués en 2008, reprennent le modèle du virus de la grippe A. Ce qui inclut la surveillance quotidienne des symptômes du patient. C'est la première étude où il est possible de stimuler les cellules T en réponse à un virus grippal. Ses travaux ont démontré que le vecteur adénoviral ChAdOx1 peut être utilisé pour créer un vaccin et protègent contre le syndrome respiratoire du Moyen-Orient (MERS) chez la souris et capables d'induire une réponse immunitaire contre le MERS chez l'homme,. Le même vecteur est aussi utilisé pour créer un vaccin contre Nipah, efficace chez les hamsters mais jamais prouvé chez l'humain et un vaccin potentiel contre la fièvre de la vallée du Rift qui protège les moutons, les chèvres et les bovins, mais pas efficace sur l'humain.

### Vaccin contre le covid-19
Sarah Gilbert est impliquée dans le développement du vaccin contre le coronavirus depuis le début de la pandémie de COVID-19,,,. Elle dirige un travail de recherche aux côtés d'Andrew Pollard, Teresa Lambe (en), Sandy Douglas, Catherine Green (en) et Adrian Hill (en). Comme pour ses travaux antérieurs, le vaccin COVID-19 utilise un vecteur adénoviral qui stimule une réponse immunitaire contre la protéine de pointe du coronavirus,. Des études animales ont débuté au début du mois de mars 2020 et le recrutement de volontaires (510 participants) pour un essai de phase I / II le 27 mars 2020 ,.
En avril 2020, elle annonce lors d'un entretien avec Andrew Marr de la BBC que leur vaccin pourrait être disponible d'ici septembre 2020, si tout se passe comme prévu avec l'essai clinique, qui a reçu un financement de sources telles que la Coalition for Epidemic Preparedness Innovations.
Le vaccin ChadOx1 est en cours de test en Afrique du Sud, pour s'assurer de l'absence d'effets secondaires. Tenus dans des lieux secrets, ces tests rencontrent toutefois une certaine opposition de la population. Des tests ont aussi lieu au Kenya, où le Kemri-Wellcome Trust a fait appel à l'Institut de recherche médicale nationales pour l'aider à trouver des volontaires.
En 2021, une poupée Barbie sort à son effigie, le fabricant Mattel rendant ainsi hommage à la professeure pour son engagement contre la pandémie.

## Vie personnelle
Sarah Gilbert est la mère de triplés nés en 1998. Son partenaire a abandonné sa carrière pour s'en occuper.

## Reconnaissance
En raison de sa recherche pour un vaccin contre le covid-19, Sarah Gilbert figure parmi la Science Power List du Times, en mai 2020.
- 2021 : Prix Princesse des Asturies pour Recherche scientifique et technique
- 2022 : Prix Sunhak pour la Paix[25]

## Link
- Oxford's Professor Sarah Gilbert: "The joys and frustrations of being a Covid vaccine maker". In: La Repubblica, 17. Juli 2021 (Interview).